# Charles Tiebout
Charles Mills Tiebout (1924–1968) was een Amerikaans econoom en geograaf die vooral bekendheid heeft verworven met het Tiebout model dat niet-politieke oplossingen biedt voor het free-riderprobleem in regionaal overheidsbeleid. Hij studeerde in 1950 af aan de Wesleyan universiteit en promoveerde in 1957 aan de University of Michigan. Hij was professor aan de University of Washington. Hij stierf plots op 43-jarige leeftijd.

## Tiebout Model
Tiebout beschrijft gemeenten in een regio die verschillende verzamelingen goederen aanbieden (overheidsdiensten) tegen verschillende prijzen (belastingen). Diversiteit in voorkeuren en de mogelijkheid om te verhuizen zorgen er vervolgens voor dat burgers winkelen tussen de gemeenten, net als in een andere markt, door te stemmen met hun voeten.
Aan Tiebouts model kleeft een set assumpties. De belangrijkste assumpties zijn dat burgers vrij zijn om te kiezen tussen gemeenten, perfect mobiel zijn en perfecte informatie hebben.